# 岩手県立水沢高等学校
岩手県立水沢高等学校（いわてけんりつみずさわこうとうがっこう, 英: Iwate Prefectural Mizusawa High School）は、岩手県奥州市水沢にある公立高等学校。略称水高（みずこう）。

## 概要
歴史
1911年（明治44年）に開校した「胆沢郡立実科高等女学校」を前身とする（実科高等女学校としては県内初の設置）。2011年（平成23年）に創立100周年を迎えた。
設置課程・学科 （2010年度（平成22年度）募集まで）
全日制課程 2学科
- 普通科（1組～5組）
- 理数科（6組）

2007年度（平成19年度）から、1年次は全日制普通・理数科に改変（括り募集）。2年次から、普通科文系（3クラス）か普通科理系（3クラス）または理数科（1クラス）のいずれかを選択し、文系は3年次から普通科国立文系（2クラス）、普通科私立文系（1クラス）のどちらかを選択する。
設置課程・学科 （2011年度（平成23年度）募集から）
全日制課程 2学科
- 普通科（1組～5組）
- 理数科（6組）

1年次は全日制普通・理数科に改変（括り募集）。2年次から、普通科文系（2クラス）か普通科理系（3クラス）または理数科（1クラス）のいずれかを選択する。2011年度（平成23年度）の3学年から国立文系クラスと私立文系クラスの区分けは廃止された。
モットー
「友愛・清新・気魄」 （ゆうあい・せいしん・きはく）
1965年（昭和40年）12月13日に制定されたモットーの意味は「真善美を常に求め、自主自立の精神と創造建設の気魄に満ち、友愛と信義を重んずる心身ともに豊かでたくましい人間の形成を図る。」というように生徒手帳に書かれている。
また、友愛 - Friendship・清新 - Freshness・気魄 - Fighting spiritというように英訳も付けられている。
校章
雪の結晶で「水」の形を表し、その上に「高」の文字を置いている。新制高等学校発足当時の教諭、岩淵慶次郎による。
校歌
作詞は草野心平、作曲は伊藤翁介による。歌詞は3番まであり、各番に校名の「水沢」が登場する。
正門
「不予習者不可入此門」という文が正門に刻まれている。予習をしない生徒は校内へ入れないという文言のもと、学業への意識向上を促す学校の象徴となっている。
マスコットキャラクター
学校創立100周年を記念して創られたマスコットキャラクター「百龍（モモロン）」が存在する。

## 沿革
前史
- 1908年（明治41年）4月 - 胆沢郡立胆沢農学校に女子部が併設される。
  - 入学資格を高等小学校2年を修了した14歳以上、修業年限を2ヶ年とする。
- 1909年（明治43年）12月 - 高等女学校令第11条（実科教育規定）に基づき、胆沢郡会で胆沢郡立胆沢農学校女子部の廃止と実科高等女学校の設立が可決される。

高等女学校時代
- 1911年（明治44年）4月15日 - 胆沢郡立胆沢農学校に併設される形で「胆沢郡立実科高等女学校」が設立される。岩手県下初の実科高等女学校であった。
  - 入学資格を高等小学校1年を修了した13歳以上、修業年限を3ヶ年とする。
- 1922年（大正11年）- 独立校舎が完成し、農学校との併設を解消。
- 1923年（大正12年）
  - 4月1日 - 県立移管に伴い、「岩手県立水沢実科高等女学校」と改称。
  - 4月18日 - 同窓会を結成。
- 1924年（大正13年）4月 - 入学資格を尋常小学校卒業程度とし、修業年限を3ヶ年から4ヶ年に延長。
- 1926年（大正15年）4月1日 - 「岩手県立水沢高等女学校」と改称。
- 1929年（昭和4年）5月 - 校旗を制定。
- 1933年（昭和8年）4月 - 専修科（修業年限1ヶ年、それを超える場合は研究科と称する）を設置。
- 1938年（昭和13年）5月11日 - 勤労報国団を結成。
- 1935年（昭和15年）3月31日 - 専修科を廃止。
- 1946年（昭和21年）4月1日 -修業年限が4ヶ年から5ヶ年に延長される（4年で卒業することもできた）。水沢女子商業学校を統合。
- 1947年（昭和22年）4月1日 - 学制改革（六・三制の実施）
  - 高等女学校の生徒募集を停止。
  - 新制中学校を併設し（名称：岩手県立水沢高等女学校併設中学校、以下・併設中学校）、高等女学校1・2年修了者を新制中学2・3年生として収容。
  - 併設中学校はあくまで暫定的に設置されたもので、新たに生徒募集は行われず在校生が2年生のみの中学校であった。
  - 高等女学校3・4年修了者はそのまま高等女学校4・5年生として在籍（4年修了時点で卒業することもできた）。

旧制中学校（男子校）時代
- 1946年（昭和21年）4月1日 - 「岩手県立水沢中学校」（旧制中学校）が開校。
- 1947年（昭和22年）4月1日 - 学制改革（六・三制の実施）
  - 旧制中学校の生徒募集を停止。
  - 新制中学校を併設し（名称：岩手県立水沢中学校併設中学校、以下・併設中学校）、旧制中学校1年修了者を新制中学2年生として収容。
  - 併設中学校はあくまで暫定的に設置されたもので、新たに生徒募集は行われず、在校生が2年生のみの中学校であった。

新制高等学校（男女共学）
- 1948年（昭和23年）4月1日 - 学制改革（六・三・三制の実施）
  - 県立3校（水沢高等女学校・水沢中学校（男子校）・水沢商業学校）が統合され、新制高等学校「岩手県立水沢高等学校」（現校名）が発足。
    - 校舎は旧・水沢中学校校舎を使用。旧・水沢高等女学校の校舎は新制の水沢町立水沢中学校（現・奥州市立水沢中学校）の校舎として使用された。
    - 県内で初めて、組織的に男女共学の新制高等学校となったが、当初は学級による男女別学であり、完全な男女共学ではなかった。
    - 全日制課程2学科（普通科・商業科）と定時制課程普通科を設置。
    - 旧制中等学校（旧制中学校・高等女学校・商業学校）卒業生の中から希望者を新制高校3年として、旧制中等学校4年修了者を新制高校2年として編入。
    - 併設中学校の卒業生を新制高校1年生として収容。
    - 旧制中等学校の併設中学校を継承（名称：岩手県立水沢高等学校併設中学校）し、在校生が1946年（昭和21年）に旧制中等学校へ入学した3年生のみとなる。
    - 定時制普通科の分校を2校（南都田分校・金ケ崎分校）を設置。
- 1949年（昭和24年）
  - 3月31日 - 最後の卒業生を送り出し、併設中学校を廃止。
  - 4月1日 - 男女混合の学級を編成し、本格的に男女共学を実施。若柳分校を設置。
- 1950年（昭和25年）4月 - 黒石分校・姉体分室を設置。
- 1952年（昭和27年）
  - 3月31日 - 姉体分室を廃止。
  - 7月21日 - 竜ヶ馬場に校舎が完成し、移転を完了。
- 1953年（昭和28年）始め - 新校歌（現校歌）が完成。
- 1954年（昭和29年）4月1日 - 商業科が分離し、岩手県立水沢商業高等学校として独立。定時制中心校を同校に移管。
- 1955年（昭和30年）4月1日 - 黒石分校を岩手県立水沢農業高等学校に移管。
- 1959年（昭和34年）4月1日 - 南都田分校と若柳分校を統合し、胆沢分校とする。
- 1964年（昭和39年）4月1日 - 金ケ崎分校が全日制課程に転換。
- 1968年（昭和43年）
  - 4月1日 - 金ケ崎分校が分離し、岩手県立金ケ崎高等学校として独立。
  - この年 - 第一体育館が完成。
- 1969年（昭和44年）
  - 4月1日 - 理数科を設置。
  - この年 - 弓道場が完成。
- 1971年（昭和46年）- プールが完成。
- 1974年（昭和49年）- 新校舎第1期工事が完了し、普通教室21教室が完成。
- 1975年（昭和50年）
  - 4月1日 - 胆沢分校が分離し、岩手県立胆沢高等学校として独立。
  - この年 - 新校舎第2工事が完了し、特別教室が完成。
- 1976年（昭和51年）- 新校舎第3期工事が完了し、特別教室と武道館が完成。
- 1977年（昭和52年）- 管理室、奏龍館、文化部室、白龍館、テニスコート6面、中庭が完成。
- 1980年（昭和55年）- 社旗体育施設が完成。グラウンドを整備。
- 1984年（昭和59年）- 第2体育館が完成。
- 1990年（平成2年）- 創立80周年を記念し「志学館」が完成。
- 1995年（平成7年）- 部室棟が完成。
- 1996年（平成8年）- トレーニング棟が完成。
- 1997年（平成9年）- 吹奏楽部室を改築。
- 1998年（平成10年）- 第1体育館の大規模改修工事が完了。
- 1999年（平成11年）- 校舎の大規模改修工事が完了。
- 2000年（平成12年）- セミナーハウス（水龍館）が完成。
- 2002年（平成14年）- 全天候型テニスコートが完成。
- 2003年（平成15年）- スーパーサイエンスハイスクール（SSH）の指定を受ける（3年間）
- 2004年（平成16年）- ノースカロライナ州立理数高校交流事業が発足。
- 2006年（平成18年）- スーパーサイエンスハイスクール（SSH）の継続指定を受ける（5年間）
- 2007年（平成19年）- 普通科・理数科くくり募集を開始。
- 2010年（平成22年）
  - 3月31日 - 岩手県立胆沢高等学校（旧胆沢分校）を統合。
  - この年 - 創立100周年を記念し、多目的室内運動場が完成。
- 2012年（平成24年）- スーパーサイエンスハイスクールに継続指定される。期間は2016年（平成28年）まで。

## 学校行事
4月
- 入学式
- 対面式
- 課題テスト：2年、3年のみ。
- 應援歌練習：入学式翌週一週間は朝7:30〜8:15、放課後16:00〜17:00まで應援歌練習がある。朝登校すると、バンカラの應援團が門や校地内の道路に立っており、中庭では一旦リュックを置き、目の前に立っているバンカラの應援團に大声で男子は「おす」、女子は「おはようございます」と叫び、認められないと通れない。
- 入団式：全校生徒の前で新入生一人ひとりが大声で自己紹介する伝統がある。
- 高総体地区予選

5月
- 大運動会・クラスマッチ：大運動会1日、クラスマッチ2日の連続3日間で行われる。
- 県高総体
- 前期生徒会総会

6月
- 前期中間考査

7月
- 生徒会役員選挙
- 野球応援
- 吹奏楽部定期演奏会
- 應援團リーダー決め
- 夏季ゼミ（前期）：3年のみ。（廃止予定）
- 夏季課外授業：1年、2年のみ。
- 学校説明会・一日体験入学
- 夏季ゼミ（中期）：3年のみ。

8月
- 昇龍登山：岩手山への受験合格祈願登山（2014年廃止）
- 夏季ゼミ（後期）：3年のみ。
- 同窓会総会
- 課題テスト
- 飛龍祭（文化祭）

9月
- 前期末考査

10月
- 後期生徒総会
- 芸術鑑賞
- 理数科課題研究中間発表会
- 新人戦

11月
- 應援リーダー選挙
- 後期中間考査
- 修学旅行：主に京都、奈良、大阪、神戸などをまわる。

12月
- 應援リーダー認証式
- 推薦合格者ガイダンス
- 冬季課外

1月
- 大学入試センター試験
- 課題テスト：1年、2年のみ。
- 理数科課題研究発表会
- 岩手県高等学校推薦入学試験

2月
- 学年末考査：1年、2年のみ。

3月
- 卒業式
- 岩手県高等学校入学試験
- 春季課外授業
- 終了式・離任式

全国的に見ても少ないバンカラの應援團が存在する（一度廃止後復活）。生徒全員を「應援團（応援団）」と位置づけ、その中核を「應援団リーダー」としている。「大運動会」前日には、宣伝の目的で1年生の一部の生徒が全身に塗料を塗り河童の格好をし「河童踊り」を踊りながら水沢地区内を練り歩く。この踊りは、盛岡一高の「白堊団」に対抗して作られた。

## スーパーサイエンスハイスクール（SSH）
特別講義
東北大学、岩手大学、岩手県立大学、岩手医科大学、北里大学などの大学、国や民間企業の研究者から最先端科学についての講義を受け、高校で学んでいる内容が将来どのような活用や発展をしていくのかを知ることによって、科学について一層の興味関心を高めさせ、学習意欲の向上をはかる。また進路意識の更なる向上と進路決定の一助とし、あわせて高等学校と大学や研究機関との連携を深めることを目的としている。
医学、薬学、看護、情報、工学、獣医学、農学、水産、環境学、数学、天文学の各分野の講師を招聘し、生徒達は興味のある分野の講義を選択して受講することができる。年3回（9月、11月、12月）行われる。
英語による講演会
外国人研究者の講演を通して最先端科学への興味・関心を高めさせ、生徒の視野を世界に広げさせる。また、英語学習の重要性を認識させ、今後の学習意欲の向上と進路意識の高揚を図ることを目的としている。
見学実習
高等学校では実験・実習できない科学先端技術の一端を、研究機関における見学や実験にふれ理解を深める。研究員との交流を通して研究機関との連携を深める機会とすることを目的としている。実習先は高エネルギー加速器研究機構（KEK）、筑波大学遺伝子実験センター、筑波大学理工学類。
テレビ会議システムを利用した双方向授業
国立天文台ハワイ観測所との連携により、ハワイのすばる望遠鏡の観測装置や太陽以外の星を回る惑星やその誕生に関する講義が行われている。
生徒の海外派遣
約10日間の日程で、20名程度がノースカロライナ理数高校（North Carolina School of Science and Mathematics）との交流を含めたアメリカでの研修が行われる。
スタンフォード大学教授の講演会、国立保健衛生科学研究所見学、デューク大学・ノースカロライナ大学・コロンビア大学での講義の受講、生徒のよる理数科課題研究のプレゼンテーション発表、テレビ会議システムを用いたカンザス州の高校と意見交換などが行われる。
また、ノースカロライナ理数高校（North Carolina School of Science and Mathematics）の生徒による水沢高校訪問も行われている。
岩手医科大学研修
医学部で細胞生化学、医用画像、先端生命科学、再生医療、内視鏡外科手術体験などの実習を行う。高校生の医療系研究機関での研修は全国初の試みである。
岩手大学での継続的実験
物理、化学、生物の分野に分かれて複数回実験する。
岩手大学・岩手県立大学訪問実習
スーパーサイエンスハイスクールの学校設定科目「科学特講I」の中で、第1学年全員を対象に実習を実施する。

## 部活動
ウェイトリフティング部と女子サッカー部は強豪であり、短詩同好会も毎年俳句甲子園に出場し三位入賞も果たしている。自然科学部は2009年8月に新星（メーザー天体）を3つ発見した。
運動部
- 硬式野球部（男子）
- サッカー部
- ラグビー部（男子）
- バレーボール部
- バスケットボール部
- ハンドボール部
- ソフトテニス部
- バドミントン部
- 剣道部
- 柔道部
- 卓球部
- 弓道部
- 水泳部
- ウェイトリフティング部
- 陸上部
- 山岳部

文化部
- 吹奏楽部
- 音楽部
- 茶華道部
- 自然科学部
- ESS部（English Speaking Society）
- 写真部
- 文芸部
- 演劇部
- 囲碁将棋部
- 美術部
- 書道部

同好会
- 短詩同好会
- フォークロック同好会

## 著名な出身者

### 政治
- 平野達男（元参議院議員、農林水産官僚、初代復興大臣）
- 宮舘寿喜（岩手県副知事）
- 小沢昌記（前奥州市長）
- 倉成淳（現奥州市長）

### 経済
- 浅沼新（東北銀行代表取締役頭取）
- 菊地広哉（インターナショナル・マネジメント・グループ（IMG）日本支社代表）
- 菊池恩恵（コムネット代表取締役社長）
- 藤田和芳（社会起業家、オイシックス・ラ・大地共同創業者・代表取締役会長）
- 吉田克郎（岩手銘醸会長）

### 学術
- 菊地正幸（東京大学教授、東京大学地震研究所付属地震予知情報センター長、地震学者）
- 石川義孝（京都大学大学院文学研究科教授、人口地理学）
- 門脇和男（筑波大学数理物質科学研究科教授、超伝導研究者、物理学者）
- 阿部豊（筑波大学理工学類工学システム学類教授、原子力安全委員会専門委員）
- 小野寺理（新潟大学医学部教授、筋萎縮性側索硬化症(ALS)研究者、医学者）
- 横山紘一（総合研究大学院大学教授、国立天文台教授）
- 千田典史（北海道大学歯学部臨床教授）
- 及川清昭（立命館大学教授、都市工学・建築学者）
- 福井敬（国立音楽大学准教授、テノール歌手）
- 青沼国夫（日本語教育専門家、第二言語習得研究者）

### 文化
- 及川拓郎（映画監督、脚本家、作家）
- 佐藤嗣麻子（映画監督、脚本家）
- 小野寺悦子（童話作家）
- 後藤寿庵（漫画家）
- 地下沢中也（漫画家）
- 吉田戦車（漫画家）
- 神山睦美（文芸評論家）
- 佐藤通雅（歌人）
- 若松丈太郎（詩人）
- 福井敬（テノール歌手）
- 只野康夫（建築家）

### 芸能
- 酒井くにお・とおる（漫才師）
- moto（シンガーソングライター）
- 菅原一高（俳優）
- 折原真紀（女優・歌手）

### マスコミ
- 山口光（共同通信社社長室顧問、国際局長、ジュネーヴ支局長、ジャーナリスト）
- 及川仁（共同通信社バグダッド支局長、ボーン・上田記念国際記者賞受賞者、ジャーナリスト）
- 千田善（ジャーナリスト、イビチャ・オシムの通訳）
- 阿部渉（NHKアナウンサー）
- 田中康男（元IBC岩手放送アナウンサー、IBC岩手放送県南支社長）
- 小野礼子（フリーアナウンサー）
- 鈴木耕治（エフエム青森アナウンサー）
- 北條愁子（フリーアナウンサー、テレビ金沢アナウンサー、テレビユー福島アナウンサー）
- 久慈暁子（元フジテレビアナウンサー）

### スポーツ
- 及川裕奨（競輪選手）
- 菊池忍（サッカー指導者フィジカルコーチ、FC琉球フィジカルコーチ）

### その他
- 吉田瑞彦（日本弁護士連合会理事）
- 菅原初代（フードファイター）

## 交通アクセス
- JR東北本線水沢駅より
  - 岩手県交通 水岩線 胆沢病院行に乗車し、｢水沢高校前｣下車。
  - 徒歩20分